# Golfinho-do-sul
O golfinho-do-sul (Lagenorhynchus australis), ou golfinho-de-peale, é um cetáceo da família dos delfinídeos encontrado nas águas frias do sul da América do Sul, de Valparaíso, no Chile, a Commodoro Rivadavia, Argentina, e nas ilhas Falkland.